# Екол политекник
Екол политекник (известен също като Парижката политехника или X („икс“), на френски: École Polytechnique, l'X) е висше инженерно училище във Франция, основано през 1794 г. от Лазар Карно, Жак-Ели Ламбларди и Гаспар Монж. Историческите му сгради се намират в Латинския квартал в Париж, но от 1976 г. се премества в модерен кампус в парижкото предградие Палезо. Екол политекник предлага курсове от 3-ти курс нататък, като приема студенти след изключително селективен приемен изпит, отворен най-вече за студенти от подготвителните класове във Франция; отделно, има специален конкурс за студенти, завършили първите два курса в университет извън Франция, а малък брой студенти се приемат сред завършилите втори курс във френските университети.
Парижката политехника се нарича също Икс, (фр. l'X), а нейните студенти – иксове, за което има две обяснения: или защото гербът на училището представлява две кръстосани пушки, или вследствие силното присъствие на математиката в обучението.
Екол политекник са завършили голяма част от видните френски учени от XVIII и XIX век, като Коши, Ампер, Навие, Поасон, Конт, Кориолис, Поанкаре, Карно и др. Сред възпитаниците му от последните десетилетия се открояват нобелови лауреати, видни индустриалци, учени, политици и общественици.
Екол политекник предлага магистърски програми по следните специалности: Приложна математика, химия, комплексни информационни системи, информатика, икономика и стопанско управление, екологично инженерство, математика, инженерна физика, клетъчна и молекулярна биология, физика и приложения.